# Talferbrücke

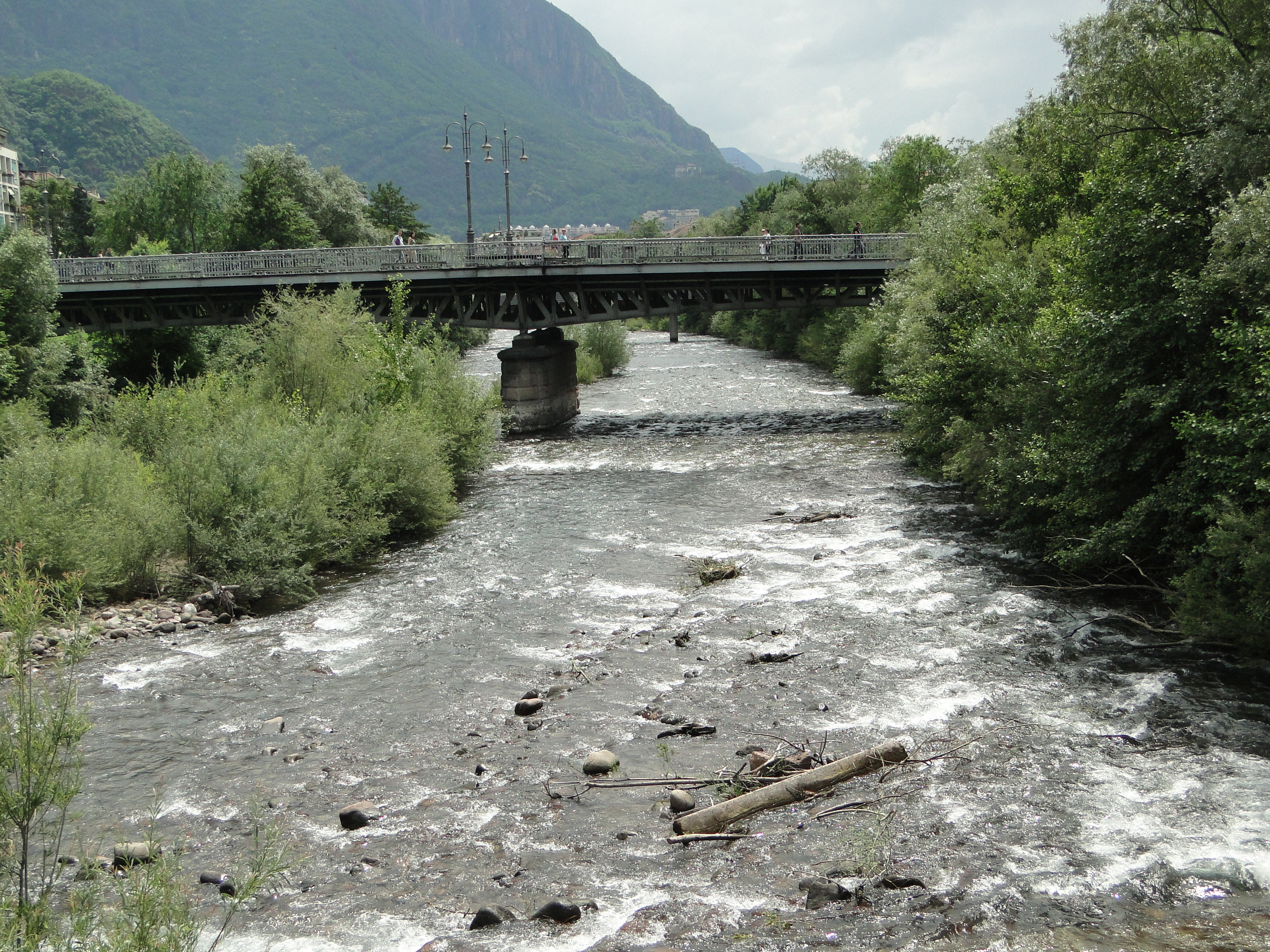
Blick auf die Talferbrücke

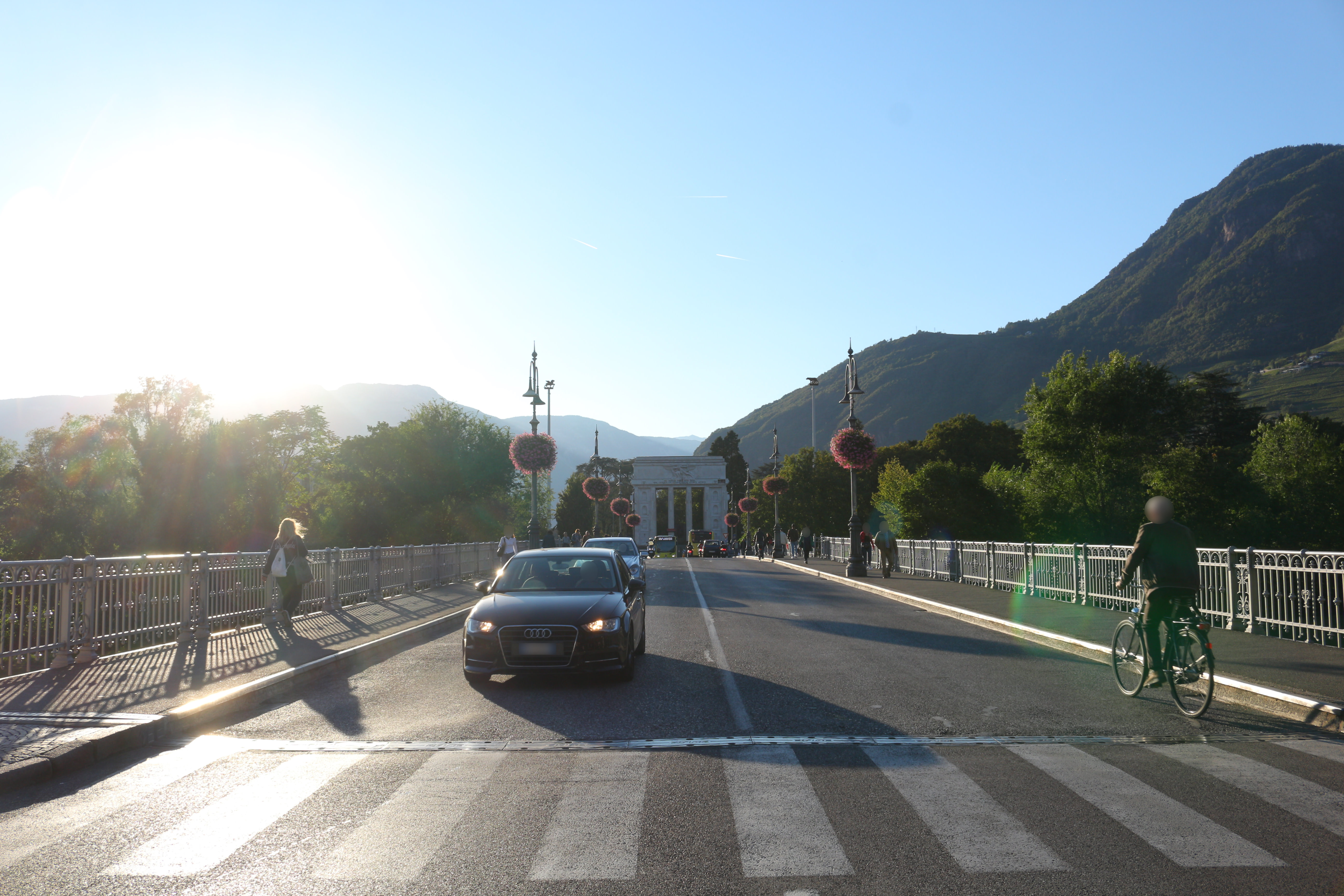
Auf der Talferbrücke: Blick Richtung Gries (2022)

Die Talferbrücke (italienisch Ponte Talvera) ist eine Brücke über die Talfer in der Südtiroler Landeshauptstadt Bozen. Sie verbindet die Stadtteile Zentrum-Bozner Boden-Rentsch und Gries-Quirein miteinander. Es handelt sich um eine fünfbogige Fachwerkbrücke aus Stahlelementen, die 132 Meter lang und zwölf Meter breit ist.

## Geschichte
In den Jahren 1899–1900 ließ die Bozner Stadtverwaltung unter Bürgermeister Julius Perathoner von der Firma Waagner-Biro die Talferbrücke errichten. Sie ersetzte die alte, bereits baufällige, auf steinernen Jochen aufruhende Holzbrücke von 140 m Länge und 5 m Breite, die seit dem frühen 19. Jahrhundert die Landgemeinde Gries mit dem Zentralort Bozen verbunden hatte. Ältere Talferbrücken sind bereits seit dem 14. Jahrhundert bezeugt (so wird etwa 1383 ein für die Eisack- und Talferbrücke zuständiger städtischer Baumeister genannt). Der unter der Leitung des Ingenieurs Fähnrich aus Mödling erstellte Brückenneubau wurde am 5. November 1900 vom Bozner Bürgermeister in Anwesenheit des Tirol-Vorarlberger Statthalters Franz von Merveldt feierlich eröffnet.
An der Talferbrücke beginnt stadtseitig die 1905 eröffnete Talfer-Promenade.
Von 1907 bis zu ihrer Stilllegung 1948 führte die Straßenbahn Bozen über die Talferbrücke.
Die „neue“ Talferbrücke sollte nach den – allerdings nicht realisierten – Plänen von Marcello Piacentini in den späten 1930er-Jahren einem Ponte Claudio weichen und das Verbindungsstück zum neuen, vom italienischen Faschismus geplanten Groß-Bozen in der ehemals selbstständigen Gemeinde Gries bilden. Die Brücke musste ab 1975 wegen Überlastung gesperrt werden; eine Bürgerinitiative konnte den geplanten Abriss verhindern, und nach umfassender Sanierung wurde das Bauwerk 1990 wieder für den Verkehr freigegeben.

## Künstlerische Rezeption
Die Brücke ist ein regelmäßiges Postkartenmotiv:

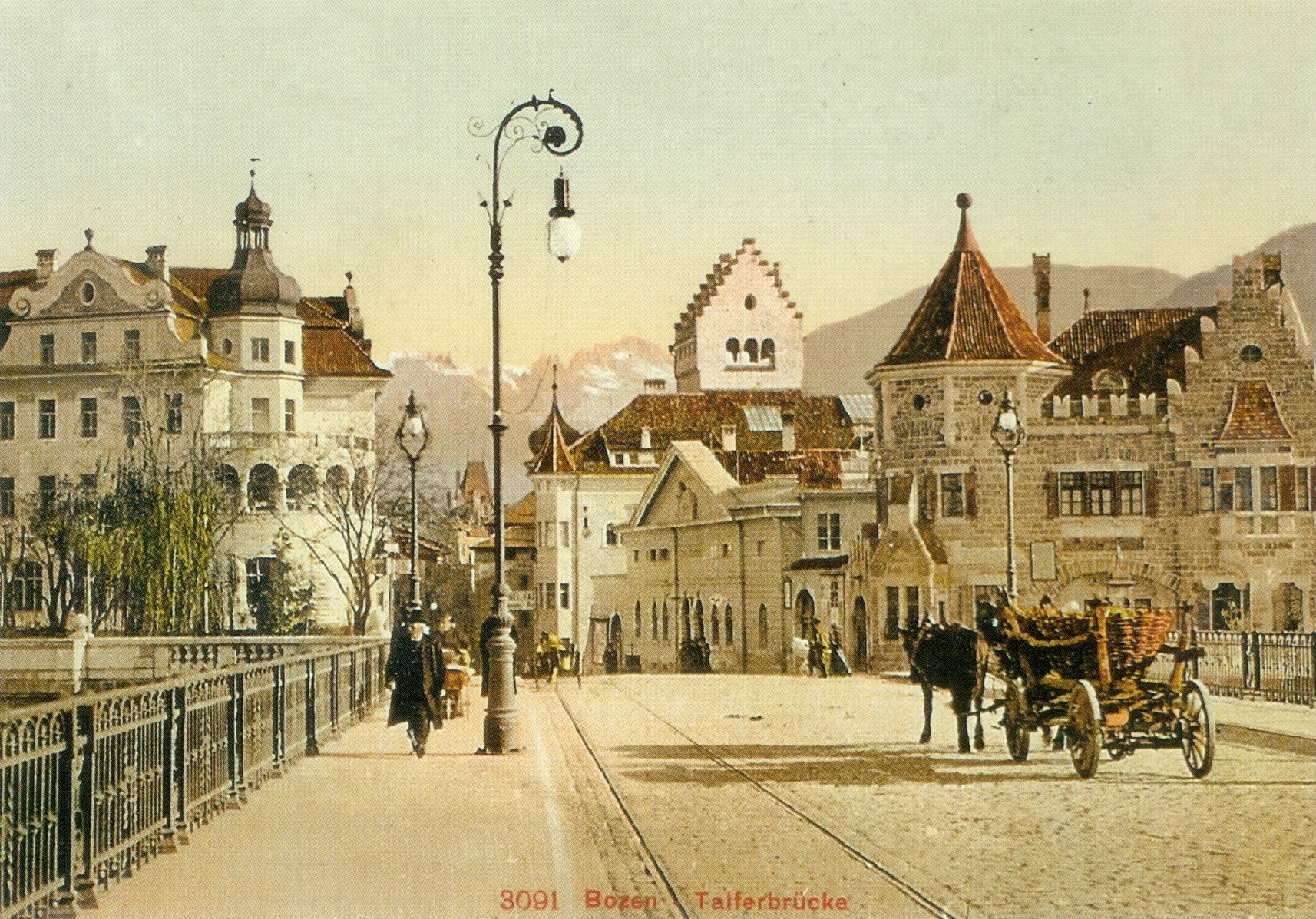
1907
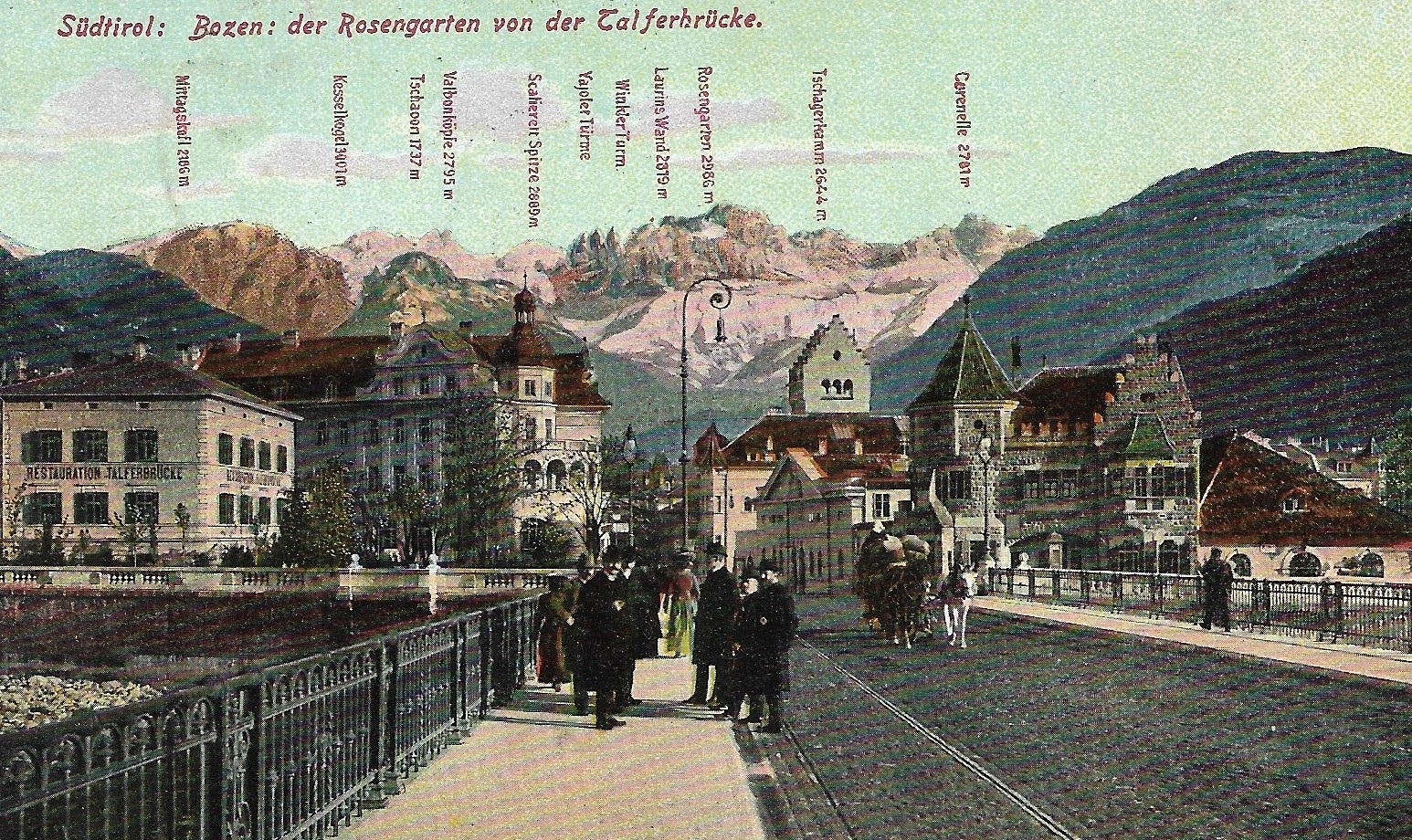
1907
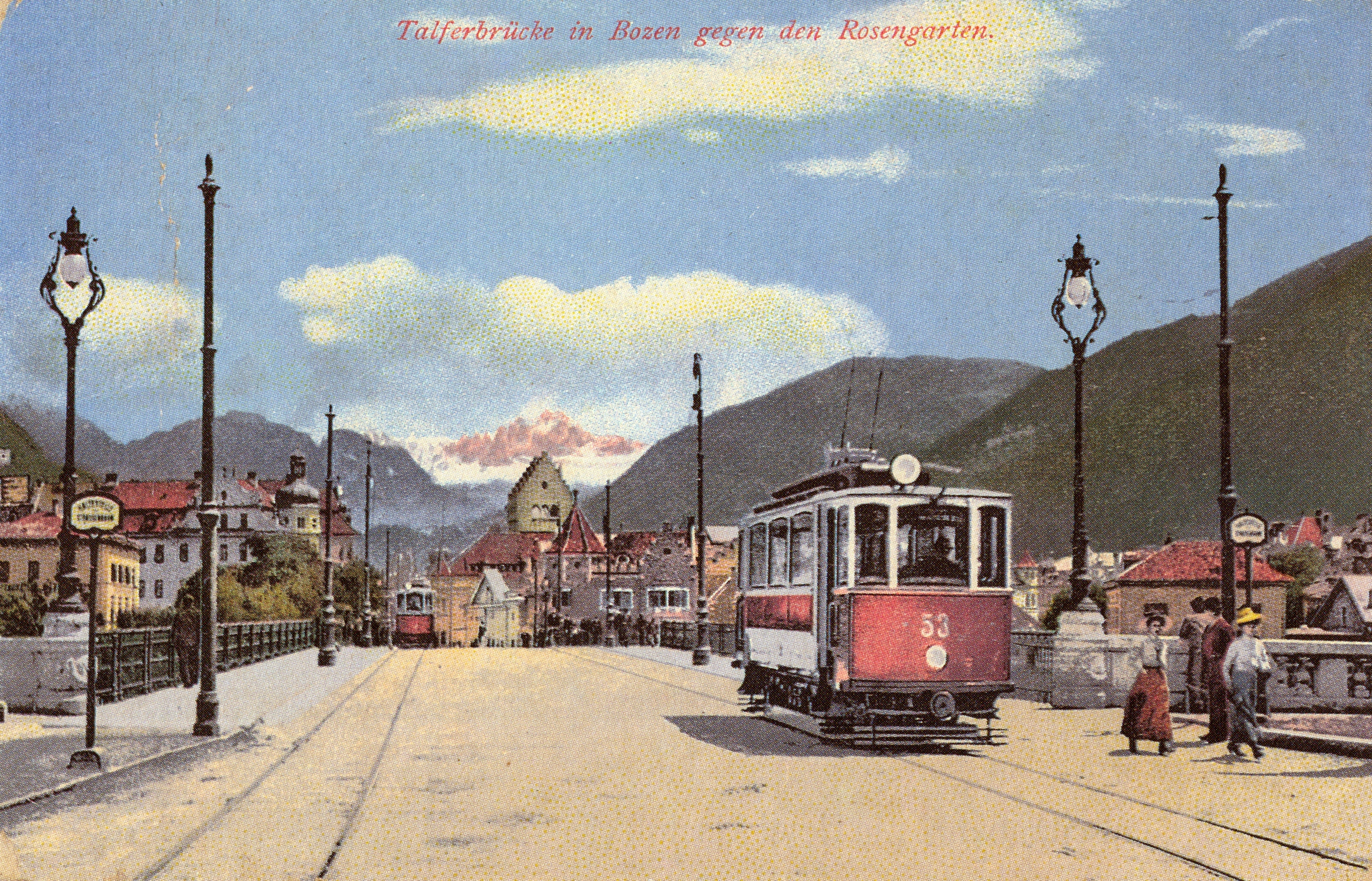
1910
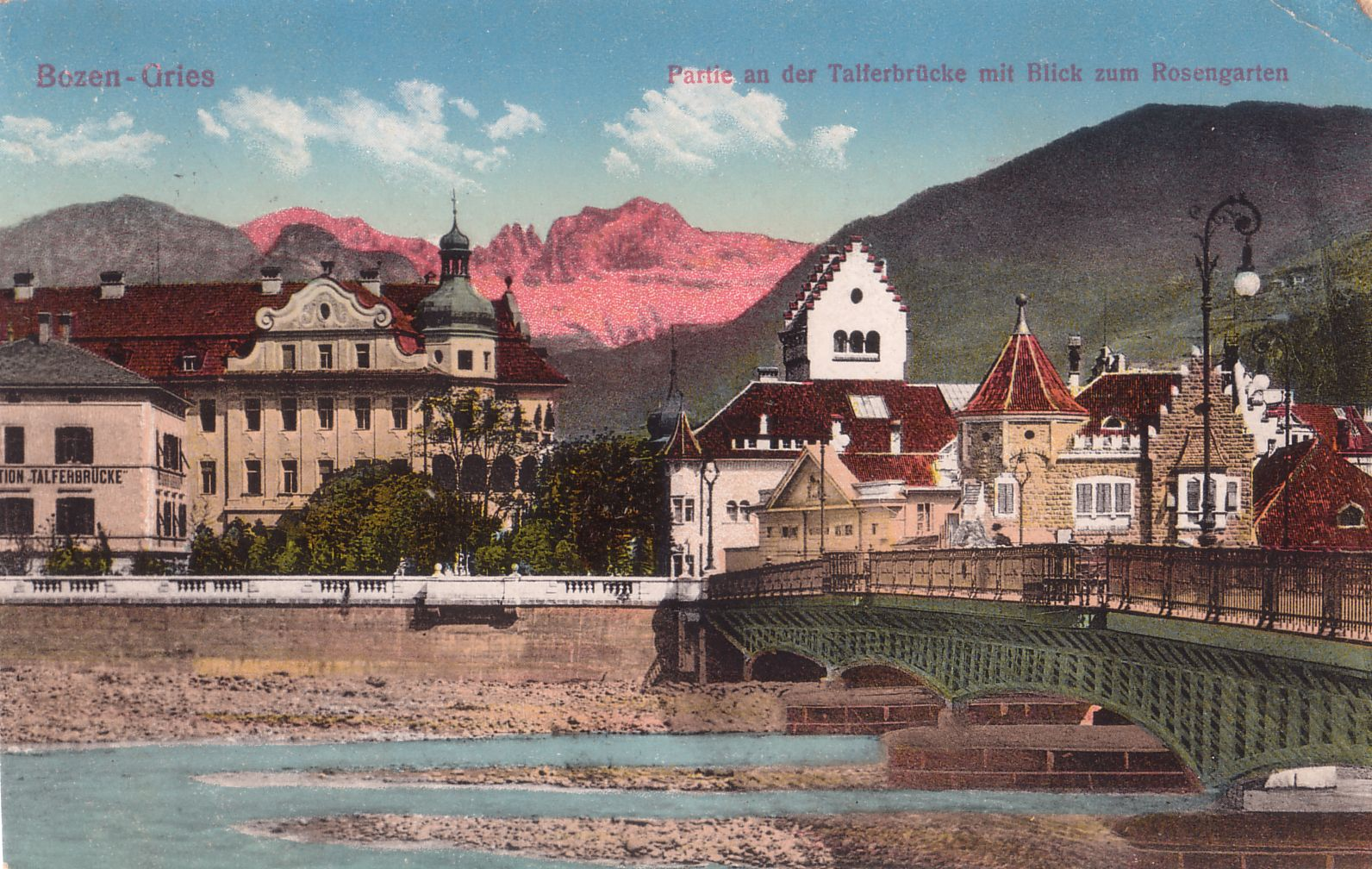
1917